# Пумпуре, Аустра
А́устра Пу́мпуре (Анна Букшевич, латыш. Austra Pumpure; 26 ноября 1928 — 3 января 2017, Лиепая) — латвийская фолк-исполнительница, бард, актриса, педагог по пению и игре на гитаре. Известна как исполнительница песен Иманта Калниньша. Участница фольклорной группы «Атштаукас».

## Биография
Родилась в семье латвийского дирижёра. Детские годы провела в Калнишки Руцавского края, окончила музыкальное училище.
С 1956 по 1975 год являлась руководителем оркестра и концертмейстером Лиепайского театра.  В 2012 году за общественную деятельность и популяризацию музыки Аустра Пумпуре награждена «Большим призом в музыке».
Большую часть жизни провела в Лиепае, дважды удостоена звания «Почётная лиепайчанка года».

## Награды и премии
Была награждена орденом Трех Звезд 4 степени (1998).

## Дискография
- Austra Pumpure dzied Imanta Kalniņa dziesmas, 1995 год.